# East Hill-Meridian (Washington)
East Hill-Meridian  est une census-designated place américaine de l'État de Washington dans le comté de King. 
La population était de 29 878 habitants en 2010.